# Amomyrtella guilii
Amomyrtella es un género de plantas con una sola especie perteneciente a la familia Myrtaceae. Su única especie: Amomyrtella guilii (Speg.) Kausel, Ark. Bot., a.s., 3: 515 (1956), es originaria de Bolivia y norte de Argentina.

## Taxonomía
Amomyrtella guilii fue descrita por (Speg.) Kausel y publicado en Arkiv för Botanik, Andra Serien 3: 515. 1956.
Sinonimia
- Eugenia guilii Speg., Anales Soc. Rural Argent. 1910: 388 (1910).
- Myrtus guilii (Speg.) D.Legrand, Darwiniana 5: 469 (1941).
- Pseudocaryophyllus guilii (Speg.) Burret, Notizbl. Bot. Gart. Berlin-Dahlem 15: 515 (1941).[2]